# Jade Thirlwall
Jade Amelia Thirlwall (South Shields, Reino Unido; 26 de diciembre de 1992) es una cantante, compositora, bailarina y empresaria británica, conocida por formar parte del grupo británico Little Mix, Jade saltó a la fama después de ganar la octava temporada del programa de talentos The X Factor. Junto al grupo, Thirlwall vendió alrededor de 70 millones de álbumes y sencillos convirtiéndolas en uno de los grupos femeninos con más ventas de la historia.

## Biografía
Thirlwall nació en South Shields, Tyne and Wear, el 26 de diciembre de 1992. Es hija de James Thirlwall y Norma Badwi. Su madre Norma, tiene otro hijo llamado Karl David, de ascendencia egipcia y árabe. Jade comenzó a cantar a la edad de 3 años, hasta que a los 15 años, se unió a la academia de baile Steps Dance & Fitness en South Shields, donde su instructora de baile era Pam Eglintine, quien dijo: "Jade siempre ha sido una buena cantante y trabaja muy duro en todo lo que hace. Jade es una chica muy tranquila. A medida que evolucionó en el baile, supe que iba a ser una estrella, porque tiene una habilidad natural ... Tiene una voz increíble. Aunque era muy joven, tenía una voz fuerte".
A los 9 años, Jade se unió a "Performers 'Stage School", una escuela de artistas en South Shields, Tyne & Wear. Cuando tenía 13 años, en el noveno en el Colegio Comunitario de St Wilfrid, una escuela secundaria de South Shields, Jade fue invitada a cantar en la asamblea escolar y se unió al coro. Delia McNally, la maestra de Jade en St Wilfrid's, recordó: "Jade actuó muchas veces en la escuela y cantó en nuestro concierto de socorro en caso de tsunami en apoyo del World Challenge". Por años, Jade actuó en pubs y clubes.
Antes de su participación en 2011, Jade audicionó en The X Factor en 2008 con el tema «Where Do Broken Hearts Go» de Whitney Houston y luego en 2010 pero fue eliminada en el estadio Bootcamp.

## Carrera

### The X Factory Little Mix
En 2011, Thirlwall de 19 años, audicionó en el reality show The X Factor con el tema «I Wanna Hold Your Hand» de The Beatles. Jade, junto con Jesy, Leigh Anne y Perrie no lograron pasar la primera fase del campamento. Los jueces decidieron darles una oportunidad en la categoría grupal, donde Jesy y Perrie fueron colocadas en el grupo "Faux Pas" y Jade y Leigh-Anne en el grupo " Orion". Ninguno de los grupos logró pasar la casa de los jueces. Sin embargo, se tomó una decisión de último minuto y dos miembros de ambos grupos fueron seleccionados y colocados en un mismo grupo, llamado "Rhythmix". Unas semanas después de la competencia, los ejecutivos de X-Factor les advirtieron sobre los derechos de autor del nombre "Rhythmix" y descubrieron que el nombre ya había sido registrado porque se decidió cambiar el nombre del grupo para evitar cualquier confusión con una organización benéfica. En diciembre de 2011, Little Mix se convirtió en la primera banda, en 8 años de competencia en ganar el show, lanzando su primer sencillo «Cannonball», que alcanzó el primer puesto en Reino Unido, Irlanda y Escocia.
En 2012, Little Mix lanzó su primer álbum de estudio, DNA, con su primer sencillo titulado «Wings», el cual logró convertirse en su segundo sencillo número 1 en el Reino Unido, le siguieron los sencillos «DNA», «Change Your Life» y «How Ya Doin'?» junto a la rapera Missy Elliott. El 31 de agosto de 2012, lanzaron su libro autobiografico "Ready to fly" bajo la editorial HarperCollins. En 2014 lanzan su segundo álbum de estudio, Salute, el cual debutó en el cuarto puesto en el UK Albums Chart y en el sexto puesto en la lista Billboard 200 en Estados Unidos. El mismo contó con tres sencillos, «Move», «Little Me» y «Salute».
En 2015, Little Mix lanzó su tercer álbum de estudio, Get Weird el cual debutó en el segundo puesto del UK Albums Chart, convirtiéndose en su tercer álbum en el top 10. El álbum contó con cuatro sencillos, el primero titulado «Black Magic», se convirtió en el tercer sencillo número uno del grupo en el UK Singles Chart. Los siguientes sencillos fueron «Love Me Like You», «Secret Love Song» junto a Jason Derulo y finalmente «Hair» junto a Sean Paul.
En noviembre de 2016, el grupo lanzó su cuarto álbum de estudio titulado Glory Days convirtiéndose en su primer álbum número uno en el UK Albums Chart. El álbum contó con cinco sencillos, el primer sencillo titulado «Shout Out to My Ex», se convirtió en el cuarto sencillo número uno en Reino Unido del grupo. Le siguieron los sencillos «Touch», «No More Sad Songs», «Power» junto al rapero Stormzy, finalmente «Reggaetón Lento» remix junto al grupo CNCO fue lanzado como parte reedición de su álbum. La gira promocional "The Glory Days Tour" recaudó $42 millones y vendió 810,810 boletos convirtiéndose en una de las giras más rentables por parte de un grupo femenino.
En 2018 lanzaron su quinto álbum titulado LM5 con solo dos sencillos, «Woman Like Me» junto a la rapera Nicki Minaj y «Think About Us» junto al rapero Ty Dolla Sign. Tres días luego del lanzamiento del álbum se anunció la separación con su disquera Syco pasando a formar parte de RCA Records.
El 14 de junio de 2019, Little Mix lanza «Bounce Back» como su primer sencillo bajo RCA Records. En marzo de 2020 lanzan el primer sencillo de su sexto álbum, titulado «Break Up Song».

### Trabajos independientes
El 29 de mayo de 2018, Thirlwall es invitada a cantar el tema «Get It On» junto a la banda The Struts en el concierto de estos brindado en el The Roxy Theatre, en Los Ángeles.
El 11 de agosto de 2019, se estrenó el pódcast titulado I’ve Been There: Jade Thirlwall realizado junto a BBC Radio 1 como parte del "BBC Radio 1’s Life Hacks podcast". En el mismo hablo sobre la anorexia que sufrió durante cinco años, antes de formar parte del grupo. El 12 de septiembre de 2019 se estrenó el documental de su compañera de grupo titulado Jesy Nelson: Odd One Out para BBC One y BBC Three en el cual Thirlwall compartió su testimonio sobre el acoso en línea vivido por su compañera Nelson que la llevó a que esta sufriera una severa depresión e intento de suicidio.
El 31 de octubre de 2019 es invitada a formar parte del panel de jueces en el programa RuPaul's Drag Race UK en el quinto episodio "Girl Group Battle Royale" en el cual la canción elegida a interpretar fue «Power». Ese mismo mes fue invitada al podcast "RuPaul: What's The Tee?" de RuPaul junto a Michelle Visage en el episodio 229 titulado Jade Thirlwall (Little Mix).
El 18 de junio de 2020 lanzó su primera colección de ropa y accesorios junto a la marca inglesa "SkinnyDip London", la misma contó con más de 21 ítems incluyendo buzos, remeras, fundas para celulares, AirPods, riñoneras y demás.

#### Served!
El 18 de mayo de 2020 se anunció el lanzamiento de su serie titulada Served! with Jade Thirlwall, de seis episodios que estrenó el 28 de mayo de 2020 en formato digital a través del canal de Youtube de MTV Internacional y por el Facebook de MTV UK, a su vez se estrenó oficialmente el 29 de junio de 2020 en el canal MTV UK contando cada capítulo con material extra. La misma consiste en una competencia culinaria entre ella y drag queens famosas. El primer episodio, titulado "80s Eleganza", contó con la participación de la drag queen Alyssa Edwards y la actriz Alyssa Milano. El segundo episodio, transmitido a la semana siguiente, titulado "School’s Out Chic", contó con la participación de la drag queen The Vivienne, y los invitados especiales fueron Kim Woodburn y el diseñador de modas Tan France.
El tercer capítulo "Girl Band Glamorama", estrenado el 11 de junio de 2020, contó con la participación de la drag queen Courtney Act y como invitada especial la cantante Melanie Chisholm del grupo Spice Girls. El cuarto episodio, titulado "Rainbow Realness" contó con la participación de la drag queen Shea Couleé y como invitada especial a su compañera de Little Mix, Leigh-Anne Pinnock. El quinto episodio "Hair, Hair, All The Hair" contó con la participación de la drag queen británica Jodie Harsh y como invitado especial al actor Luke Evans. El último episodio, titulado "It’s A Wrap!", contó con la participación de la drag queen Baga Chipz y como especiales invitados el cantante Todrick Hall, Michelle Visage y el cantante Marcus Collins.

## Vida personal

### Racismo y anorexia nerviosa
Thirlwall compartió que sufrió de anorexia nerviosa y depresión cuando tenía 13 años la cual sufrió durante cinco años, antes de formar parte del grupo. La cantante compartió tanto en un pódcast titulado "I’ve Been There: Jade Thirlwall" realizado junto a BBC Radio 1 así como también en el libro de Little Mix titulado "Our World" que sus problemas comenzaron luego de la muerte de su abuelo. Thirlwall reveló que le “llevó ir al hospital para darme cuenta de que no era un juego. Fue algo realmente serio. La clínica fue bastante difícil al principio y me lo explicó: «Estás destruyendo tu cuerpo, y si sigues haciendo esto, vas a morir»".
El 2 de junio de 2020, se compartió el podcast titulado "No Country For Young Women" de BBC Sound en el cual relató el racismo que sufrió  de pequeña y luego de ingresar al grupo Little Mix, al tener herencia de raza mixta, teniendo un padre blanco y una madre con herencia yemení y egipcia. Thirlwall expresó: "Creo que porque fui acosada bastante mal en la escuela por el color de mi piel y por ser árabe, no estaba muy orgulloso de quién era" agregando "cuando fui a la escuela secundaria, era literalmente una de las tres personas de color en la escuela, era una escuela católica predominantemente blanca. Pasé por mucho en los primeros dos años de secundaria. Era conocida como una escuela realmente buena y mi madre quería que tuviera una educación realmente buena... en retrospectiva, probablemente hubiera preferido ir a una escuela donde encajara más".
Días después de que el podcast fuera lanzado, Thirwall llamó la atención a MSN News por colocar una foto de su compañera Pinnock en vez de la suya en una noticia relacionada al podcast. La misma expresó "MSN si vas a copiar y pegar artículos de otros medios de comunicación precisos, es posible que desee asegurarse de que está utilizando una imagen del miembro correcto del grupo de raza mixta" agregando "Es periodismo vago. Es ignorante. Es grosero".

### Relaciones
En 2012 comenzó a salir con Sam Craske del grupo de baile Diversity pero se separaron en 2014. Desde 2016 hasta 2019 tuvo una relación con el bajista de The Struts, Jed Elliot.
Thirlwall ha confirmado que desde 2020 tiene una relación con el cantante Jordan Stephens.

### Política
En las Elecciones generales del Reino Unido de 2019, Thirlwall apoyó públicamente al Partido Laborista.

## Otras actividades

### Actividades humanitarias y apoyo a la comunidad LGBT
Thirlwall se caracterizado por su gran apoyo a la comunidad LGBT, el 9 de junio de 2017 lanzan el video musical del sencillo «Power», en el cual ella aparece en una de las escenas, junto a tres Drag queen del programa RuPaul's Drag Race, Alaska Thunderfuck, Willam Belli y Courtney Act. Al año siguiente asiste junto a la organización Stonewall a la manifestación "Mánchester Pride" en Londres, en apoyo a la lucha de la comunidad LGBTQ+. En febrero de 2017, Jade comienza a donar parte de su ropa a la organización "Empire Pre-Loved Dress Agency" en Newcastle la cual subasta los ítems y dona lo recaudado a distintas organizaciones que luchan contra el cáncer. La misma logró recaudar más de £6000 en 2017 y £6,500 más en 2018.
La cantante realiza cada año su fiesta de cumpleaños en la cual solicita que sus invitados en vez de darle regalos realicen una donación a alguna organización de caridad, como en su cumpleaños 21 donando a la organización "Cáncer Connections" en South Shields o a la organización Stonewall como en su cumpleaños número 25. Thirlwall participa cada año del "Boxing Day Dip" realizado por la organización "Cáncer Connections" en South Shields que recauda fondos anualmente.
En 2019, Thirlwall, junto a su compañera de grupo Leigh-Anne, escalaron la montaña más alta de África, Kilimanjaro para organización caritativa Comic Relief, ayudando a recaudar £2.7 millones de libras esterlinas. En mayo de 2019 se publicó el libro "Free to be me" de Dom & Ink en el cual Thirlwall aparece en el capítulo "Fam-allies & Friends" debido a su trabajo como aliada de la comunidad LGBT. En julio de 2019, Jade, nuevamente junto a Leigh Anne, asistió al Día Internacional del Orgullo LGBT en Londres junto a las organizaciones Stonewall y Mermaids. En diciembre de 2019 asistió al programa Alan Carr's Celebrity Re-play donde ganó, junto a Michelle Visage, £10.000 libras que fueron donadas a la organización caritativa Mermaids.
En mayo de 2020, Jade formó parte de las protestas llevadas a cabo en Londres en favor del movimiento Black Lives Matter y por la muerte de George Floyd. El 7 de junio volvió a participar de las manifestaciones.
El 18 de junio de 2020 lanzó su colección con la marca "Skinnydip London" en la cual se incluyeron dos mascarillas, el 100% de las ventas de las mismas será donado a la organización "Hospitality and Hope" en South Shields destinada a ayudar a gente indigente y vulnerable, en especial durante la pandemia de COVID-19.

### Composición
En abril de 2019 firma con TwentySeven, perteneciente a Sony/ATV, un contrato como compositora junto a su compañera Leigh-Anne Pinnock. Thirlwall participó en la composición, junto a sus compañeras de grupo, de ocho temas en el álbum debut de Little Mix, titulado DNA, once temas en Salute, siete temas en su tercer álbum Get Weird, tres en Glory Days, ocho temas en su álbum LM5 y finalmente seis temas en su sexto álbum Confetti.
En 2015, compuso junto a sus compañeras, Edwards, Nelson y Pinnock, así como también los compositores George Astasio, Jason Pebworth, Jon Shave y Maegan Cottone, el sencillo «Pretty Girls» de la cantante estadounidense Britney Spears junto a la rapera Iggy Azalea.
En 2020 compone junto a Nathan Dawe, Tre Jean-Marie y Uzoechi Emenike el sencillo «No Time for Tears». Thirwall compuso el sencillo «Heartbreak Anthem» junto a sus compañeras Leigh Anne, Perrie y otros compositores como Jenna Andrews lanzado en 2021. La cantante también compuso el tema «First Time» para el grupo K-pop Twice e incluido en su álbum Taste of Love.

### Actividades empresariales
En octubre de 2019 se realizó la apertura de su bar "Red Door" ubicado en South Shields con una capacidad para 350 personas. En febrero de 2020 se anunció el cambio del nombre a "Arbeia Bar". El mismo día se anunció la compra de su discoteca llamada "Industry", ubicada en South Shields, la cual sería inaugurada el 27 de marzo de 2020 pero fue cancelado debido a la pandemia de Coronavirus.

## Discografía

### Álbumes de estudio
| Título              | Detalles |
| ------------------- | --- |
| That's Showbiz Baby | - Lanzamiento: 12 de septiembre de 2025 - Formatos: Casete, CD, descarga digital, disco ilustrado, LP, streaming - Discográfica: RCA |

### Sencillos
| Título                                                                      | Año  | Posiciones en listas | Posiciones en listas | Posiciones en listas | Posiciones en listas | Certificaciones | Álbum               |
| Título                                                                      | Año  | UK                   | IRE                  | NZ Hot               | WW Excl. US          | Certificaciones | Álbum               |
| --------------------------------------------------------------------------- | ---- | -------------------- | -------------------- | -------------------- | -------------------- | --------------- | ------------------- |
| "Angel of My Dreams"                                                        | 2024 | 7                    | 18                   | 4                    | 175                  | - BPI: Oro      | That's Showbiz Baby |
| "Fantasy"                                                                   | 2024 | 52                   | —                    | —                    | —                    |                 | That's Showbiz Baby |
| "FUFN"                                                                      | 2025 | 25                   | 84                   | 28                   | —                    |                 | That's Showbiz Baby |
| "Plastic Box"                                                               | 2025 | 44                   | —                    | —                    | —                    |                 | That's Showbiz Baby |
| "Gossip" (con Confidence Man)                                               | 2025 | —                    | —                    | —                    | —                    |                 | Sin álbum           |
| "—" denota que el sencillo no se lanzó o no se posicionó en ese territorio. |      |                      |                      |                      |                      |                 |                     |

### Sencillos promocionales
| Título            | Año  | Posiciones en listas | Posiciones en listas | Álbum               |
| Título            | Año  | UK                   | NZ Hot               | Álbum               |
| ----------------- | ---- | -------------------- | -------------------- | ------------------- |
| "Midnight Cowboy" | 2024 | 93                   | —                    | That's Showbiz Baby |
| "It Girl"         | 2025 | 44                   | 13                   | That's Showbiz Baby |
| "Frozen"          | 2025 | —                    | —                    | Sin álbum           |

### Apariciones
| Título      | Año  | Otros artistas | Álbum     | Notas                     |
| ----------- | ---- | -------------- | --------- | ------------------------- |
| "Hot"       | 2025 | Le Sserafim    | Sin álbum | Versión en inglés         |
| "Boy Crazy" | 2025 | Kesha          | . (...)   | Edición de lujo de Period |

## Filmografía
| Año  | Título                                | Papel        | Notas                                                 |
| ---- | ------------------------------------- | ------------ | ----------------------------------------------------- |
| 2011 | The X Factor UK                       | Participante | 31 episodios.                                         |
| 2019 | RuPaul's Drag Race UK                 | Ella misma   | Juez invitada episodio 5: "Girl Group Battle Royale". |
| 2019 | Odd One Out                           | Ella misma   | Aparición en el documental.                           |
| 2019 | Alan Carr's Celebrity Re-play         | Ella misma   | Invitada especial.                                    |
| 2020 | Served! with Jade Thirlwall           | Ella misma   | Serie de 6 episodios para MTV.                        |
| 2020 | How's Your Head, Hun?                 | Ella misma   | Episodio 8, "Do one thing".                           |
| 2020 | Little Mix: The Search                | Jueza        | Show de talento musical.                              |
| 2020 | MTV EMAs 2020                         | Conductora   | También performer.                                    |
| 2020 | How To Be Anne-Marie                  | Ella misma   | Documental.                                           |
| 2020 | LM5: The Tour Film                    | Ella misma   | Película del tour LM5.                                |
| 2021 | Chicken Shop Date                     | Ella misma   | Serie web.                                            |
| 2021 | The Great Stand Up to Cancer Bake Off | Participante | Temporada 4, episodio 4. Ganadora.                    |
| 2021 | Leigh Anne: Race, Pop and Power       | Ella misma   | Documental sobre racismo.                             |
| 2021 | Since September: The Empty Seats Tour | Ella misma   | Serie web para BBC.                                   |
| 2021 | Never Mind the Buzzcocks              | Ella misma   | Temporada 29, episodio 1.                             |

### Videos Musicales
| Título               | Director         | Álbum               | Año  | Ref.            |
| -------------------- | ---------------- | ------------------- | ---- | --------------- |
| "Angel of My Dreams" | Aube Perrie      | That's Showbiz Baby | 2024 | [ 116 ]         |
| "Midnight Cowboy"    | Fa & Fon         | That's Showbiz Baby | 2024 | [ 118 ]         |
| "Fantasy"            | David LaChapelle | That's Showbiz Baby | 2024 | [ 119 ]         |
| "It Girl"            | Fa & Fon         | That's Showbiz Baby | 2025 | [ 120 ] [ 121 ] |
| "FUFN"               | Lucrecia         | That's Showbiz Baby | 2025 | [ 122 ]         |
| "Plastic Box"        | India Harris     | That's Showbiz Baby | 2025 | [ 123 ]         |

| Título          | Otros artista(s)              | Director         | Año  | Ref.    |
| --------------- | ----------------------------- | ---------------- | ---- | ------- |
| "Mirror Mirror" | Kamille                       | RebekahBCreative | 2021 | [ 124 ] |
| "Big Bad Mood"  | Jordan Stephens con Miraa May | Charlie Coombes  | 2022 | [ 125 ] |
| "Starburster"   | Fontaines D.C.                | Aube Perrie      | 2024 | [ 126 ] |

## Premios y nominaciones
| Año  | Premiación                | Trabajo nominado           | Categoría                  | Resultados | Ref.    |
| ---- | ------------------------- | -------------------------- | -------------------------- | ---------- | ------- |
| 2017 | Premios BBC Radio 1 Teen  | Ella misma                 | Celebridad más entretenida | Nominada   | [ 127 ] |
| 2020 | Premios PLT               | Ella misma                 | LGBTQ+ Influencer del año  | Nominada   | [ 129 ] |
| 2020 | Premios Ethnicity         | Ella misma                 | Premio Equality            | Ganadora   | [ 130 ] |
| 2021 | Premios Broadcast Digital | Served! con Jade Thirlwall | Mejor formato corto        | Nominada   | [ 131 ] |